# La Conquista
Pour les articles homonymes, voir Conquista.
La Conquista est une municipalité nicaraguayenne du département de Carazo au Nicaragua.